# Оверри
Ове́рри (англ. Owerri, игбо Owẹrrẹ) — город в Нигерии, в штате Имо.

## Географическое положение
Высота центра НП составляет 158 метров над уровнем моря.

## Демография
Население города по годам:
| 1991    | 2010    |
| ------- | ------- |
| 119 711 | 474 750 |